# مونکوکو
مونکوکو (به ایتالیایی: Moncucco di Monza) یک منطقهٔ مسکونی در ایتالیا است که در بروگریو واقع شده‌است. مونکوکو در سال ۱۸۶۶ تأسیس شد و یک شهرداری ایتالیایی مستقل بود، تا ۳۰ مارس ۱۸۷۱، زمانی که به موجب حکم سلطنتی، به شهر روستای بروگریو ادغام شد. روستای مونکوکو در جنوب بورگریو واقع شده است، در جاده‌ای که از میلان به ویمرکاته منجر می‌شود.  